# Postawy (gmina)
Postawy – dawna gmina wiejska istniejąca do 1945 roku w woj. nowogródzkim/Ziemi Wileńskiej/woj. wileńskim w Polsce. Siedzibą gminy było miasteczko Postawy (974 mieszk. w 1921 roku), które od 1926 roku było również – nie posiadając praw miejskich – siedzibą powiatu postawskiego.
Początkowo gmina należała do powiatu dziśnieńskiego. 7 listopada 1920 r. została przyłączona do nowo utworzonego powiatu duniłowickiego pod Zarządem Terenów Przyfrontowych i Etapowych. 19 lutego 1921 r. wraz z całym powiatem weszła w skład nowo utworzonego województwa nowogródzkiego. 13 kwietnia 1922 roku gmina wraz z całym powiatem duniłowickim została przyłączona do objętej władzą polską Ziemi Wileńskiej, przekształconej 20 stycznia 1926 roku w województwo wileńskie. 1 stycznia 1926 roku nazwę powiatu duniłowickiego zmieniono  na powiat postawski. 1 kwietnia 1927 roku do gminy Postawy przyłączono części obszaru gmin Jasiew i Kobylnik, natomiast części obszaru gminy Postawy włączono do gminy Łuczaj; ponadto z części gminy Postawy utworzono nową gminę Woropajewo. 
Po wojnie obszar gminy Postawy został odłączony od Polski i włączony do Białoruskiej SRR.

## Demografia
Według Powszechnego Spisu Ludności z 1921 roku gminę zamieszkiwało 15 262 osoby, 2 631 było wyznania rzymskokatolickiego, 12 012 prawosławnego, 17 ewangelickiego, 76 staroobrzędowego, 493 mojżeszowego, 37 mahometańskiego. Jednocześnie 1 977 mieszkańców zadeklarowało polską przynależność narodową, 12 659 białoruską, 15 niemiecką, 447 żydowską, 117 rosyjską, 20 litewską, 12 tatarską, 10 łotewską, 4 małoruską, 1 ukraińską. Było tu 2 824 budynków mieszkalnych.